# Peperomia albertiana
Peperomia albertiana är en pepparväxtart som beskrevs av Truman George Yuncker. Peperomia albertiana ingår i släktet peperomior, och familjen pepparväxter. Inga underarter finns listade i Catalogue of Life.